# Апен
Апен (на немски: Apen) е селище в Северозападна Германия. Разположено е в провинция Долна Саксония. Първите сведения за селището датират от 1230 г. Има жп гара по линията Олденбург-Леер. Населението му е 11 001 жители от преброяването на 31 декември 2006 г.